# Green public procurement
Il green public procurement (GPP, in italiano appalto pubblico verde o appalto verde oppure acquisto verde) è l'integrazione di considerazioni di carattere ambientale nelle procedure di acquisto della pubblica amministrazione, cioè è il mezzo per poter scegliere "quei prodotti e servizi che hanno un minore, oppure un ridotto, effetto sulla salute umana e sull'ambiente rispetto ad altri prodotti e servizi utilizzati allo stesso scopo" (U.S. EPA 1995). "Acquistare verde" significa quindi acquistare un bene/servizio tenendo conto degli impatti ambientali che questo può avere nel corso del suo intero ciclo di vita. Esso è uno dei principali strumenti adottati per mettere in atto strategie di sviluppo sostenibile.
La pratica del Green Public Procurement consiste nella possibilità di inserire criteri di qualificazione ambientale nella domanda che le Pubbliche Amministrazioni esprimono in sede di acquisto di beni e servizi finalizzata da un lato a diminuire il loro impatto ambientale, e dall'altro per esercitare un “effetto traino” sul mercato dei prodotti ecologici, cioè di stimolo all'evoluzione del sistema produttivo. Secondo l'Organizzazione per la cooperazione e lo sviluppo economico (OCSE), tra i beni con elevato impatto ambientale figurano gli edifici, gli alimenti, i veicoli e i prodotti che utilizzano energia.
Il concetto dell'appalto verde, su scala internazionale, è stato originariamente promosso e confermato dall'Organizzazione per la cooperazione e lo sviluppo economico (OCSE).

## Il GPP nell'Unione Europea
Il ricorso allo strumento GPP viene incoraggiato dall'Unione Europea che ne parla diffusamente sia nel "Libro Verde sulla politica integrata dei prodotti" del 1996, sia nel Sesto Programma d'Azione in campo ambientale e sviluppato nella Politica Integrata di Prodotto (IPP - Integrated Product Policy). È però la direttiva 2004/18/CE del 31 marzo 2004, relativa al “coordinamento delle procedure di aggiudicazione degli appalti pubblici di forniture, di servizi e di lavori” che, a livello normativo, riconosceva la possibilità di inserire la variabile ambientale come criterio di valutazione dell'offerta.

### Italia
In Italia il Green Public Procurement inizialmente era facoltativo. La normativa è riassunta nel cosiddetto Piano d'Azione Nazionale per gli Acquisti Pubblici Verdi denominato “Piano d'Azione per la sostenibilità dei consumi nel settore della Pubblica Amministrazione (PAN GPP)”, aggiornato con D.M. 10 aprile 2013 pubblicato in Gazzetta Ufficiale n. 102 del 3 maggio 2013. Da tale piano discendono poi dei documenti che contengono dei criteri ambientali minimi (CAM) per diversi settori merceologici o servizi. Questi documenti vengono emanati con decreto ministeriale e pubblicati in gazzetta ufficiale. I CAM sono delle caratteristiche che i beni/servizi/forniture debbono presentare (ad esempio l'utilizzo di prodotti ecologici, di carta riciclata, di vetture elettriche, etc). L'inserimento dei CAM nei documenti di gara è  obbligatorio come stabilito dal Codice dei contratti pubblici.
La centrale acquisti nazionale pubblica, Consip, ha attivato dal 2008 e gestisce da allora il più vasto programma di GPP in Italia.
Altri rilevanti programmi di GPP sono attuati dai Soggetti Aggregatori pubblici ARCA della Regione Lombardia e IntercentER della Regione Emilia-Romagna.
A partire dal 2010, la Regione Sardegna ha attivato gli Ecosportelli GPP, sportelli di informazione e supporto sui territori provinciali della Sardegna, mirati alla promozione e diffusione delle politiche e delle pratiche di acquisti verdi nelle Pubbliche Amministrazioni.

### Normativa
- Libro Verde sulla Politica Integrata di Prodotto (IPP), Commissione delle Comunità Europee, COM (2001) 68def. del 7 febbraio 2001;
- Comunicazione interpretativa COM(2001)274 "Il diritto comunitario degli appalti pubblici e le possibilità di integrare considerazioni di carattere ambientale negli appalti pubblici";
- Decisione N.1600/2002/CE/ del 22 luglio 2002, del Parlamento Europeo e del Consiglio dell'Unione Europea, relativa al Sesto Programma Comunitario di azione in materia di ambiente "Ambiente 2010: il nostro futuro, la nostra scelta";
- Direttiva 2014/24/UE del Parlamento europeo e del Consiglio, del 26 febbraio 2014 ;
- Comunicazione della Commissione Europea COM(2008)400 " Appalti pubblici per un ambiente migliore";

#### Italia
- Strategia d'azione ambientale per lo sviluppo sostenibile in Italia, Ministero dell'Ambiente e della Tutela del Territorio, luglio 2002 approvato con delibera del Comitato Interministeriale della Programmazione Economica, n. 57 del 2 agosto 2002 (G.U. 30 ottobre 2002, n. 225);
- Decreto Ministeriale 8/05/2003 n. 203, "Norme affinché gli uffici pubblici e le società a prevalente capitale pubblico coprano il fabbisogno annuale di manufatti e beni con una quota di prodotti ottenuti da materiale riciclato nella misura non inferiore al 30% del fabbisogno medesimo";
- Legge n. 296 del 27/12/2006 (Legge Finanziaria 2007), artt. 1126, 1127 e 1128;
- Decreto interministeriale 11/04/2008, n. 135 (G.U. serie ordinaria n. 107 dell'8 maggio 2008), "Piano d'azione per la sostenibilità ambientale dei consumi nel settore della pubblica amministrazione";
- Decreto Legislativo 36/2023;